# Josip Lach
Josip Lach (Varaždin, 16. ožujka 1899. – Zagreb, 12. rujna 1983.), bio je hrvatski biskup.
Bio je pomoćni biskup zagrebački i naslovni biskup dodonski. Bio je sudionik Drugog vatikanskog sabora.